# چارلز همیلتون بوچر
چارلز همیلتون بوچر (انگلیسی: Charles Hamilton Boucher; ۲۶ اکتبر ۱۸۹۸ – ۱۴ نوامبر ۱۹۵۱) فرد نظامی اهل بریتانیا بود. وی همچنین برندهٔ جوایزی همچون نشان امپراتوری بریتانیا و نشان حمام شده‌است.